# 瑟耶
瑟耶（法語：Seuillet，法語發音：[sœjɛ]）是法国阿列省的一个市镇，位于该省东南部，属于维希区。

## 地理
瑟耶（46°12'8"N, 3°28'20"E）面积9.94 平方千米，位于法国奥弗涅-罗讷-阿尔卑斯大区阿列省，该省份为法国中部省份，北起涅夫勒省、西北接谢尔省，西南至克勒兹省，南至多姆山省，东南临卢瓦尔省，东临索恩-卢瓦尔省。
与瑟耶接壤的市镇（或旧市镇、城区）包括：比伊、博斯、新克勒济耶、马涅、圣费利、圣日耳曼代福塞。

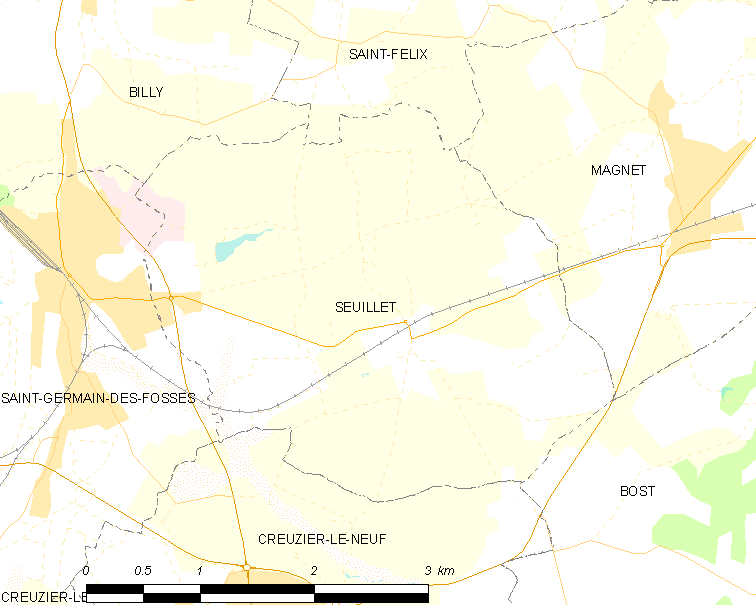
瑟耶的OSM定位图

瑟耶的时区为UTC+01:00、UTC+02:00（夏令时）。

## 行政
瑟耶的邮政编码为03260，INSEE市镇编码为03273。

## 政治
瑟耶所属的省级选区为锡乌勒河畔圣普尔桑县。

## 人口

1962-2008年间瑟耶人口变化图示

瑟耶于2022年1月1日时的人口数量为483人。